# Convento do Salvador (Lisboa)
O Mosteiro do Salvador de Lisboa, localizado no largo do Salvador, na antiga freguesia de Santo Estevão, na zona de Alfama, pertencia à Ordem dos Pregadores (Dominicanos) e era feminino.

## Historial
Foi fundado em 1392 por D. João de Azambuja, bispo do Porto, com participação de Frei Vicente de Lisboa, por licença apostólica concedida na bula de Bonifácio IX, de 13 de Março de 1391, no âmbito da qual a igreja do Salvador foi transformada em mosteiro de religiosas dominicanas.
A 1 de Julho de 1391, D. João I de Portugal doou o padroado da igreja ao Mosteiro.
Em 1396, a 29 de Novembro, D. João de Azambuja, entregou as Constituições à comunidade, nas quais se prescrevia a clausura e a sujeição aos dominicanos, conforme os Estatutos da Ordem e o modo de vida do Convento de São Sisto de Roma.
Cerca de 1461, esta disposição originou um longo diferendo entre a comunidade e o arcebispo de Lisboa, D. Afonso Nogueira, estando em causa a dependência aos Observantes ou ao Provincial dos Frades Pregadores.
O Mosteiro do Salvador de Lisboa foi o primeiro convento feminino da Observância em Portugal.
Em 1438, as obras terminaram por intervenção da rainha D. Leonor de Aragão, regente de Portugal, mulher de D. Duarte.
Em 1551, a comunidade era composta por oitenta freiras e quinze servidores e o convento dispunha de uma renda anual de mil e cem cruzados.
Em 1834, no âmbito da "Reforma geral eclesiástica", foram extintos todos os conventos, mosteiros, colégios, hospícios e casas de religiosos de todas as ordens religiosas, ficando as de religiosas, sujeitas aos respectivos bispos, até à morte da última freira, data do encerramento definitivo.
Os bens foram incorporados nos Próprios da Fazenda Nacional.
Em 1884, o mosteiro foi encerrado por morte da última freira.
Actualmente parte do edifício pertence à Junta de Freguesia e está cedido ao Centro Cultural Dr. Magalhães Lima, que aí realiza ensaios do seu bairro para as Marchas de Lisboa.

## Obras bibliográficas
- ««Livro da fundação do Mosteiro do Salvador da cidade de Lisboa, & de alguns casos dignos de memoria, que nelle acontecerão», composto pella... Madre Soror Maria do Baptista... - Em Lisboa: por Pedro Crasbeeck, 1618, digitalizado»